# Hans Bernhard Hammar
Hans Bernhard August Hammar, född 17 juli 1911 i Bårslövs församling i dåvarande Malmöhus län, död 29 maj 1990 i Vittsjö församling i dåvarande Kristianstads län, var en svensk präst.
Hans Bernhard Hammar var son till kyrkoherde August Theodor Hammar och Emma Hökerberg. Efter studentexamen i Lund 1930 följde akademiska studier, genom vilka han blev teologie kandidat 1935 och teologie licentiat 1939. Han blev kyrkoadjunkt i Tyringe församling 1942, komminister där 1945, kyrkoherde i Norra Rörums församling och Hallaröds församling 1946, Örkelljunga församling och Rya församling från 1959, alla i Lunds stift. 1962 utnämndes han till prost.
Hammar var ledamot av Svenska kyrkans diakonistyrelse från 1954 och dess centralråd från 1966. Han var ordförande i skolstyrelsen från 1960.
Hans Bernhard Hammar gifte sig 1940 med fil. kand. Ann-Mari Berglund (1917–2013), dotter till professor Hilding Berglund och Anna Wahlström. De fick barnen H.B. Hammar (1941–2017), K.G. Hammar (född 1943), Henrik Hammar (född 1946) och Anna Karin Hammar (född 1951). Han är begravd på Örkelljunga kyrkogård i Skåne.